# Eclisse CareniPievigina
L'A.D.C. Eclisse CareniPievigina, più semplicemente Careni Pievigina ("Eclisse" per motivi di sponsor) o tradizionalmente Pievigina, è una società calcistica italiana di Pieve di Soligo, in provincia di Treviso.

## Storia
La denominazione attuale deriva dalla fusione tra le due squadre cittadine del Careni Pieve e della Pievigina 1924, avvenuta nel 2007, e dal nome dell'azienda "Eclisse”, main sponsor della squadra.
La Pievigina può vantare numerose partecipazioni ai campionati di Serie C2 e di Serie D (anche sotto la denominazione di Euromobil Pievigina). I suoi colori sociali storici sono il giallo e il rosso. Dopo la fusione dei due club è stato affiancato il blu.
Nella stagione 2010-2011 la squadra ha concluso il campionato prima nel girone F della Prima Categoria raggiungendo la Promozione.
Nella stagione 2012-2013 si è piazzata al terzo posto nel girone D di Promozione.

## Palmarès

### Competizioni nazionali
- Campionato Interregionale: 1

1983-1984 (girone C)
- Coppa Italia Serie D: 1

2001-2002

### Competizioni regionali
- Eccellenza: 1

2015-2016 (girone B)
- Promozione: 1

1980-1981 (girone B)
- Seconda Categoria: 1

1969-1970 (girone D)

## Statistiche e record

### Partecipazione ai campionati nazionali
| Livello | Categoria                       | Partecipazioni | Debutto   | Ultima stagione | Totale |
| ------- | ------------------------------- | -------------- | --------- | --------------- | ------ |
| 4º      | Serie C2                        | 4              | 1984-1985 | 1990-1991       | 5      |
| 4º      | Serie D                         | 1              | 2016-2017 | 2016-2017       | 5      |
| 5º      | Campionato Interregionale       | 7              | 1981-1982 | 1991-1992       | 18     |
| 5º      | Campionato Nazionale Dilettanti | 6              | 1992-1993 | 1998-1999       | 18     |
| 5º      | Serie D                         | 5              | 1999-2000 | 2003-2004       | 18     |